# Prismă Nicol

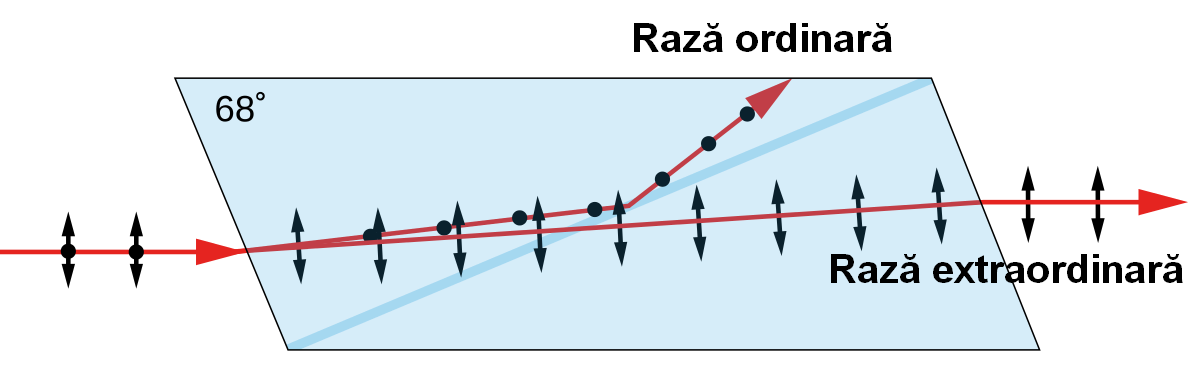
Mersul razelor de lumină într-o prismă Nicol

Prisma Nicol este un tip de prismă polarizatoare care are proprietatea de a separa fasciculul ordinar de cel extraordinar și elimină unul din acestea prin intermediul reflexiei totale.
A fost inventată în 1828 de către William Nicol, căruia îi poartă numele.
Se obține dintr-un cristal alungit de spat de Islanda.
Prin șlefuire și polișare, se modifică orientarea fețelor, astfel încât acestea să formeze unghiuri de 48o cu axa optică a cristalului.
Se taie cristalul în două, iar pentru o lungime convenabil aleasă a cristalului, planul tăieturii este perpendicular pe fețele șlefuite.
Se obțin astfel două prisme geometrice, cu secțiunea în formă de triunghi dreptunghic, care se alipesc cu balsam de Canada sau glicerină.
Raza ordinară se reflectă total pe stratul de balsam de Canada, pe când raza extraordinară, mai puțin deviată și corespunzându-i alt indice de refracție, străbate mai departe prisma, ieșind singură din acesta.
Se obține astfel un fascicul de lumină liniar polarizat.